# Faucett Peru
Faucett Peru est la première compagnie aérienne péruvienne à avoir été créée. Elle a été fondée en 1928 par un Américain: Elmer J. Faucett et quelques hommes d'affaires péruvien, ce qui fait d'elle une des plus anciennes compagnies d'Amérique du Sud. En 1982, Aeronaves del Peru, autre compagnie aérienne péruvienne, a racheté 59 % de son capital.
Faucett Peru a toutefois disparu en 1999.